# Schmeheim (Adelsgeschlecht)
Die Herren von Schmeheim waren ein Adelsgeschlecht im Norden des Amts Themar im heutigen Südthüringen im frühen Hochmittelalter.

## Geschichte
Die Schmeheimer waren im 13. und 14. Jahrhundert in und um Schmeheim, aber auch im benachbarten Marisfeld begütert. Lehensherren waren die Grafen von Henneberg.
1398 war eine Barbara von Smeheim Äbtissin im Kloster Sonnefeld.

## Wappen

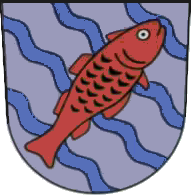
Wappen von Schmeheim

Das Wappen des Adelsgeschlechts ist als Ortswappen von Schmeheim überliefert. Es zeigt eine rote Barbe über blauen Wellenbalken auf silbernem Grund.